# Антисептика
Антисептика (на гръцки: ἀντί - срещу, σηπτικός - гнилостен) означава унищожаване на микроорганизмите извън и във човешкото тяло с помощта на химични вещества – антисептици.

## Видове антисептици
Според действието си антисептиците се разделят на:
- Бактерицидни – умъртвяват бактерийните клетки
- Бактериостатични – влошават размножителните функции на бактерийните клетки, с което спират по-нататъшното им развитие

Според целите, за които се използват, антисептиците биват:
- Антисептици за дезинфекция на помещения – като лизол и хлорамин.
- Антисептици за дезинфекция на кожата – такива са йод-бензин, спирт, йод, меркурохром, рапидосепт, хибитан и хибискръб.
- Антисептици за локално прилагане в рани – кислородна вода, калиев перманганат, риванол и сулфонамид.